# Envigado FC
Envigado Fútbol Club S.A., znany jako Envigado FC lub po prostu Envigado (niekiedy zadarza się nawet zapis FC Envigado) jest kolumbijskim klubem piłkarskim z miasta Envigado. Klub założony został 14 października 1989, a mecze w domu rozgrywa na stadionie Estadio Polideportivo Sur mogącym pomieścić 12000 widzów.

## Osiągnięcia
- Mistrz II ligi (Primera B Colombiana) (2): 1991, 2007